# Полная труба
«Полная труба» — компьютерная игра в жанре квеста с аркадными вставками, разработанная PIPE studio и изданная фирмой 1С в 2003 году для Microsoft Windows. Главный создатель проекта — мультипликатор Иван Максимов.

## Сюжет
Игра рассказывает про Дядю — странное существо, у которого однажды огромная загадочная рука забрала тапочку. Заметив пропажу, Дядя находит под своей кроватью проход в загадочный мир под названием Полная труба. Упав на один из этажей, Дядя сразу же находит свою тапочку. Однако теперь возникает другая проблема. Он должен выбраться из Полной трубы, мира, населённого странными существами и по трубам которого течёт этиловый спирт.
Дяде предстоит пройти через череду сложнейших головоломок и нестандартных ситуаций, дабы добраться до выхода из Полной трубы.

## Игровой процесс
«Полная труба» - классический point-and-click квест. Дядя может перемещаться по доступным локациям, собирать предметы и применять их.

## Рецензии и оценки
«Полная труба» получила смешанные отзывы критиков. Издание AllGame оценило игру отрицательно, на 2 звезды из 5.

Большинство российских изданий оценили игру более положительно. Игорь Артёмов из издания Absolute Games тепло принял проект назвав его «замечательной, крепкой и добротной игрой, которую не стыдно порекомендовать друзьям и просто знакомым и незнакомым людям».
| Сводный рейтинг       | Сводный рейтинг   |
| Агрегатор             | Оценка            |
| --------------------- | ----------------- |
| GameRankings          | 40,00 % (1 обзор) |
| MobyRank              | 68/100            |
| Иноязычные издания    |                   |
| Издание               | Оценка            |
| AllGame               | [ 4 ]             |
| Русскоязычные издания |                   |
| Издание               | Оценка            |
| Absolute Games        | 79 %              |
| «PC Игры»             | 7,0/10            |
| PlayGround.ru         | 6,0/10            |

Во время поездки в Москву, один из основателей id Software Том Холл назвал «Полную трубу» — одной из вещей, которая поразила его в Москве.

## Разработка
Идея на разработку игры возникла у художника-мультпликатора Ивана Максимова в 1997 году. Известно о существовании созданной в то время демо-версии с одной локацией.
Разработка игры началась в 2002 году.
25 октября 2003 года, произошла утечка демо-версии игры, а 28 ноября того же года — «Полная труба» поступила в продажу в странах СНГ и Прибалтики в рамках серии «1С: Коллекция игрушек».
8 декабря 2003 игра была выпущена в Литве.

### Сотрудничество INFON и MTV
17 сентября 2003 PiPE Studio подписали сделку с MTV, на трансляцию «роликов по мотивам „Полной трубы“», они представляли из себя небольшие ролики, где был показан геймплей игры. Трансляция данных видео продолжалась до осени 2004.
26 апреля 2004 PiPE Studio и ведущий на тот момент контент-провайдер мобильных услуг на территории России — INFON подписали лицензионное соглашение об использовании персонажей игры для создания открыток для мобильных телефонов, их было выпущено 95 штук.

### Переиздания
18 декабря 2006 года «Полная труба» была выпущена в Steam, став первой российской игрой, вышедшей в данном сервисе игровой дистрибуции.
17 сентября 2015 игра была портирована на Android и iOS.

## Flash-игры
Летом 2004 года выходили Flash-игры на тему игры. В них можно было сыграть на официальном сайте.